# Zariquieyon inflatus
Zariquieyon inflatus là một loài cua dạng cua bơi duy nhất trong chi Zariquieyon.

## Từ nguyên
Tên chi Zariquieyon là để vinh danh nhà giáp xác học người Tây Ban Nha Ricardo Zariquiey Alvarez. Nó là danh từ giống đực.

## Phân bố
Loài cua này là bản địa Địa Trung Hải. Mẫu vật thu được ở độ sâu 2.830 mét (9.285 ft).

## Đặc điểm
Có 5 răng cưa ở mỗi bên của phần trước mai, trong đó răng cưa thứ 2 và 4 suy giảm, răng cưa thứ 5 lớn nhất. Chiều dài mai khoảng 20 mm, bằng khoảng 0,7 chiều rộng mai (30 mm). Khu vực mang phồng lên rõ nét, vì thế mà có định danh inflatus = phồng. Các răng cưa phía trước phát triển tốt, lớn. Hốc mắt sâu, hình chữ nhật. Các ngón trên chân bò dẹp bên.